# Tordur Niclasen
Tordur J. Niclasen (født 20. april 1950 i Sørvágur) er en færøsk sygeplejerske og kristendemokratisk politiker (KrF) og (MF)
Niclasen kommer fra Eiði og er uddannet sygeplejerske og har taget kurser i ledelse. Han har været leder af syge- og ældrehjemmet på Eysturoy siden 1983.
Politisk repræsenteredee han Kristiligi Fólkaflokkurin frem til vinteren 1991/1992, da han brød med partiet og deltog i dannelsen af Miðflokkurin. Niclasen var valgt til Lagtinget fra Eysturoy 1984–98, og fungerede som gruppeformand 1992–98. Han har siden vært suppleant i flere perioder, og mødte fast for Karsten Hansen fra januar til september 2008. Niclasen var social- og sundhedsminister i Jógvan Sundsteins første regering fra januar til juni 1989. Han var også borgmester i Eiðis kommuna 2001–08.